# Ejlby Kirke
Ejlby Kirke ligger i landsbyen Ejlby ca. 6 km SØ for Bogense (Region Syddanmark). Indtil kommunalreformen i 2007 lå det i Søndersø Kommune (Fyns Amt) og indtil kommunalreformen i 1970 lå det i Skovby Herred (Odense Amt).
Kor og skib er opført i romansk tid af granitkvadre over profileret dobbeltsokkel med hjørnehoveder. Koret har haft apsis. Korets vestparti er opført af rå kamp over glat sokkel og er formodentlig noget yngre. I sengotisk tid blev apsis nedrevet og korets østmur fik spidsbuevindue, samtidig blev tårnet og våbenhuset opført. Bygningen blev istandsat 1929-30.
Kirken fik indbygget krydshvælv i sengotisk tid. Altertavlen er fra 1781. Prædikestolen er fra 1609. Bag orglet står en figursten over Vilh. Oldeland (død 1566) og hans hustru Hilleborg Daa (død 1612).
Den romanske granitfont er af Djurslandstypen og tillægges Horder

## Eksterne kilder og henvisninger
- Wikimedia Commons har flere filer relateret til Ejlby Kirke
- Ejlby Kirke Arkiveret 1. marts 2011 hos  Wayback Machine på nordenskirker.dk
- Ejlby Kirke Arkiveret 19. september 2015 hos  Wayback Machine på KortTilKirken.dk
- Ejlby Kirke på danmarkskirker.natmus.dk (Danmarks Kirker, Nationalmuseet)